# جامعة تايلور
جامعة تايلور هي جامعة مسيحية إنجيلية خاصة ومتعددة الطوائف في أبلاند بولاية إنديانا في الولايات المتحدة . تأسست عام 1846 ، وهي واحدة من أقدم الجامعات المسيحية الإنجيلية في الولايات المتحدة. 
سميت الجامعة باسم الأسقف ويليام تايلور (1821-1902). وتقع الجامعة على 950 أكر (3.8 كـم2) وهي مساحة الحرم الجامعي   وتقع على الجانب الجنوبي من أبلاند. كما أنها تحتوي على 680 أكر (2.8 كـم2) مشتل و على 668 أكر (2.70 كـم2) من الأراضي غير المطورة شمال شرق الحرم الجامعي التي تحتوي على 80 أكر (320,000 م2) من مساحة المشتل.
تضم جامعة تايلور حتى عام 2022 1798 طالبًا جامعيًا و 33 طالب دراسات عليا و 395 من طلاب التعلم عن بعد.  ينحدر الاصل الجغرافي الطلابي من 38 ولاية و 26 دولة أجنبية ، 44 في المائة منهم من إنديانا.  الجامعة عضو في الرابطة الوطنية لألعاب القوى بين الكليات مع 16 فريقًا رياضيًا للرجال والنساء. تم اعتماد الجامعة من قبل لجنة التعليم العالي وهي عضو في مجلس الكليات والجامعات المسيحية و اتحاد الكليات المسيحية . 
في أغسطس 2021 ، تم تعيين الدكتور مايكل ليندسي رئيسًا حاليًا للجامعة. 

## تاريخ الجامعة

### التأسيس
في عام 1846 ، تم إنشاء جامعة تايلور في الأصل باسم كلية فورت واين للإناث  في فورت واين ، إنديانا . في السنة الأولى الكاملة من المدرسة التحقت حوالي 100 امرأة بدفع 22.50 دولارًا سنويًا.  وخلال هذا الوقت كان من الشائع أن تحصل النساء على درجة الماجستير في الأدب الإنجليزي.  تأسست كلية فورت واين للإناث من قبل الكنيسة الميثودية كمدرسة للإناث فقط.
في عام 1850 ، بدأت كلية فورت واين للإناث في قبول الرجال بشكل مختلط وغيرت اسمها إلى كلية فورت واين . 
في عام 1890 ، استحوذت كلية فورت واين على المرافق السابقة لكلية فورت واين الطبية القريبة التي تم إخلاؤها بعد اندماج كلية فورت واين الطبية مع كلية إنديانا أسبوري ، وهي كلية أخرى تابعة لميثوديست . عند الانتهاء من هذا الاستحواذ ، غيرت الكلية اسمها إلى جامعة تايلور تكريماً للأسقف ويليام . كان حرم جامعة تايلور الأصلي في شارع كوليدج في فورت واين .    

## مرافق الحرم الجامعي

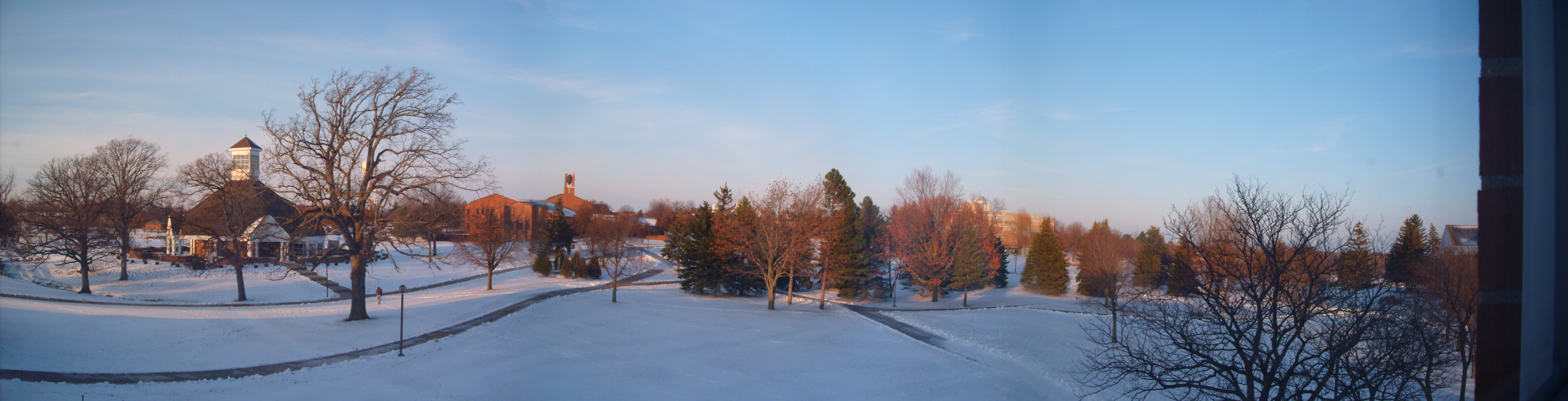
منظر للحرم الجامعي من Wengatz Hall. من اليسار إلى اليمين: كنيسة الصلاة التذكارية ، ومكتبة زوندرفان ، ومركز نوسباوم للعلوم ، وقاعة أولسون.

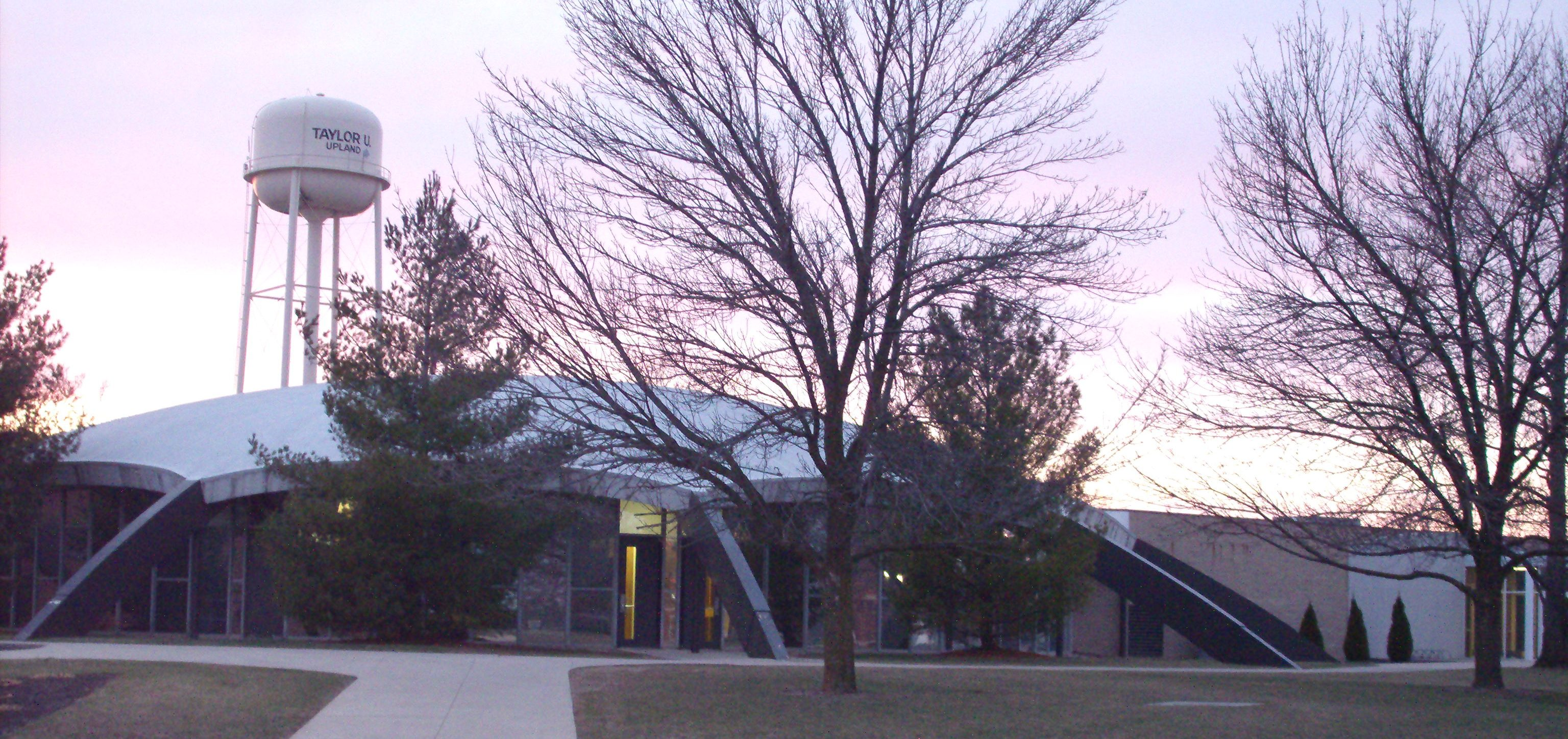
اتحاد الطلاب

في عام 1902 ، تم بناء قاعة سكلر ، وهو أقدم المباني الثلاثة المتبقية في الحرم الجامعي ، بهدية من ملكية كريستوفر سيكلر ، وصي تايلور المبكر. وفي الأصل كان المبنى عبارة عن قاعة إقامة توفر السكن المجاني لأبناء الوزراء والمبشرين. في وقت لاحق أصبحت بمثابة قاعة للعلوم ومركز قسم تعليمي؛ وفي الآونة الأخيرة أصبحت مقر قسم فنون الاتصال. تم إعادة تشكيل القاعة في عام 1995 ، وتضم حاليًا مؤسسة William Taylor ، وقسم الكتابة المهنية ، والعلاقات بين الخريجين وأولياء الأمور. يقع مصلى الصلاة المسيحية في الحرم الجامعي في الطابق الرئيسي وهو مفتوح 24 ساعة في اليوم للعبادة الشخصية والتأمل والصلاة. 
في عام 2010 ، بدأت الجامعة ببناء بتكلفة 41.1 مليون دولار ، ومساحة 137,000 قدم مربع (12,700 م2) بالإضافة إلى مجمع نوسبام لتعليم العلوم في الجانب الجنوبي الشرقي من الحرم الجامعي. وتم الانتهاء من المبنى في الوقت المناسب لفصل الخريف 2012.  تم تسمية المركز باسم مجمع أويلر العلمي، وكان يضم اثنين من توربينات الرياح ؛ ولا يزال يتميز بظلال ، وسقف أخضر ، وتدفئة وتبريد حراري أرضي ، وألواح شمسية .  مع التركيز على الطاقة المستدامة ، تأمل الجامعة ليس فقط في توفير الطاقة والتكاليف، ولكن أيضًا في استخدام هذه الميزات كأداة تعليمية. وحصلت الجامعة على شهادة LEED الذهبية للمجمع الجديد. 

### المباني السكنية

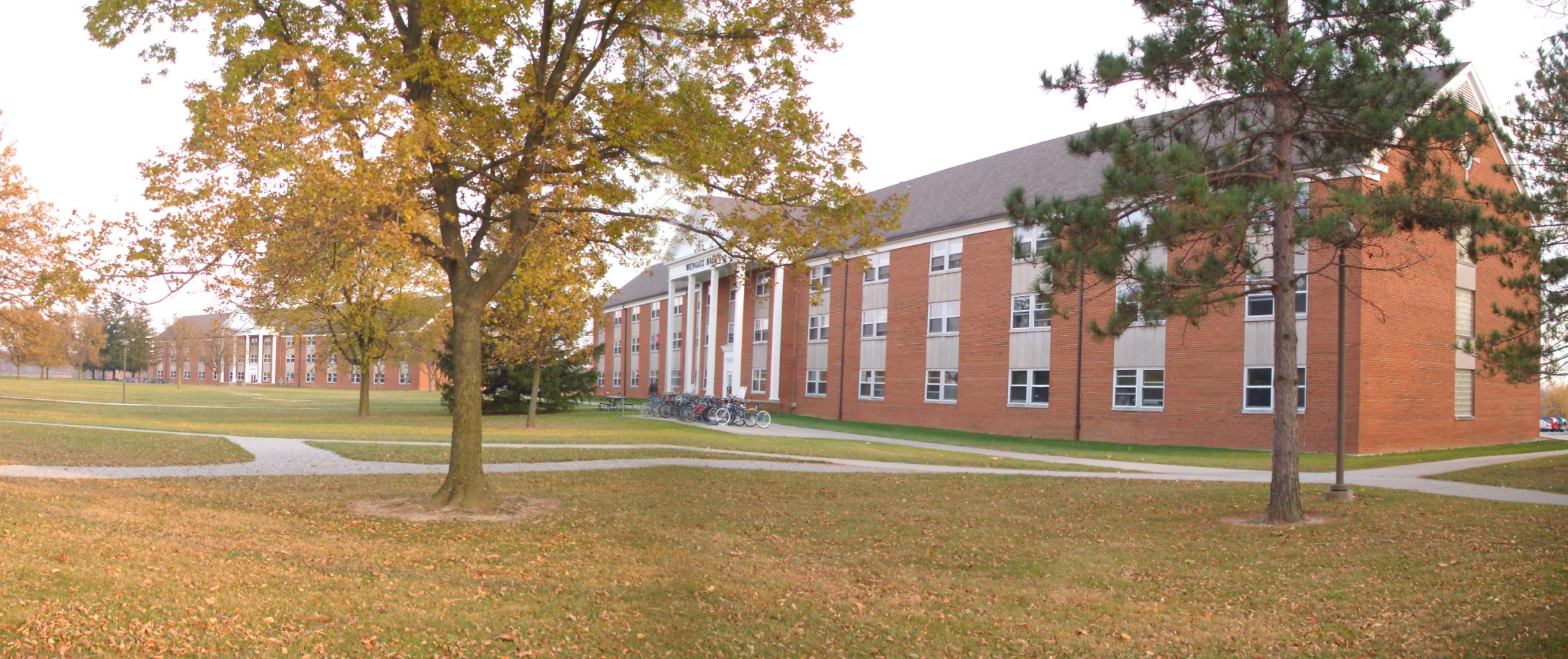
أولسون هول (يسار) وقاعة وينغاتز (يمين)

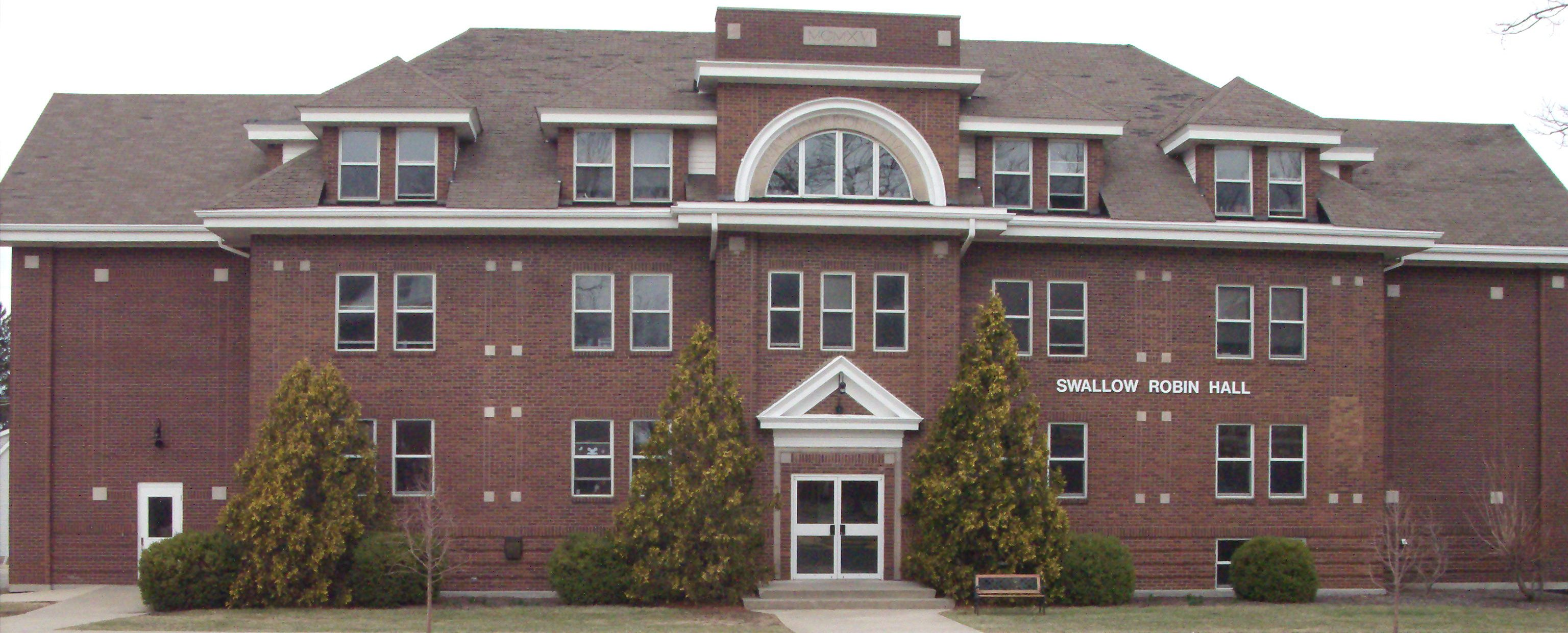
قاعة ابتلاع روبن

تم بناء قاعة بيرجوال عام 1989 ، وتم تسميته على اسم Evan Bergwall الأب وكان رئيس جامعة تايلور (1951-1959) ، ويضم حاليًا 195 طالبًا - نساء في الطابقين الثالث والرابع والرجال في الطابق الأول و الطوابق الثانية. يحتوي كل طابق على ردهة ومرافق دراسة وحمامات مشتركة. 

## الخريجين وأعضاء هيئة التدريس البارزين

Charles Wesley Shilling ، رائد في مجال الطب والبحوث والتعليم تحت سطح البحر والضغط العالي

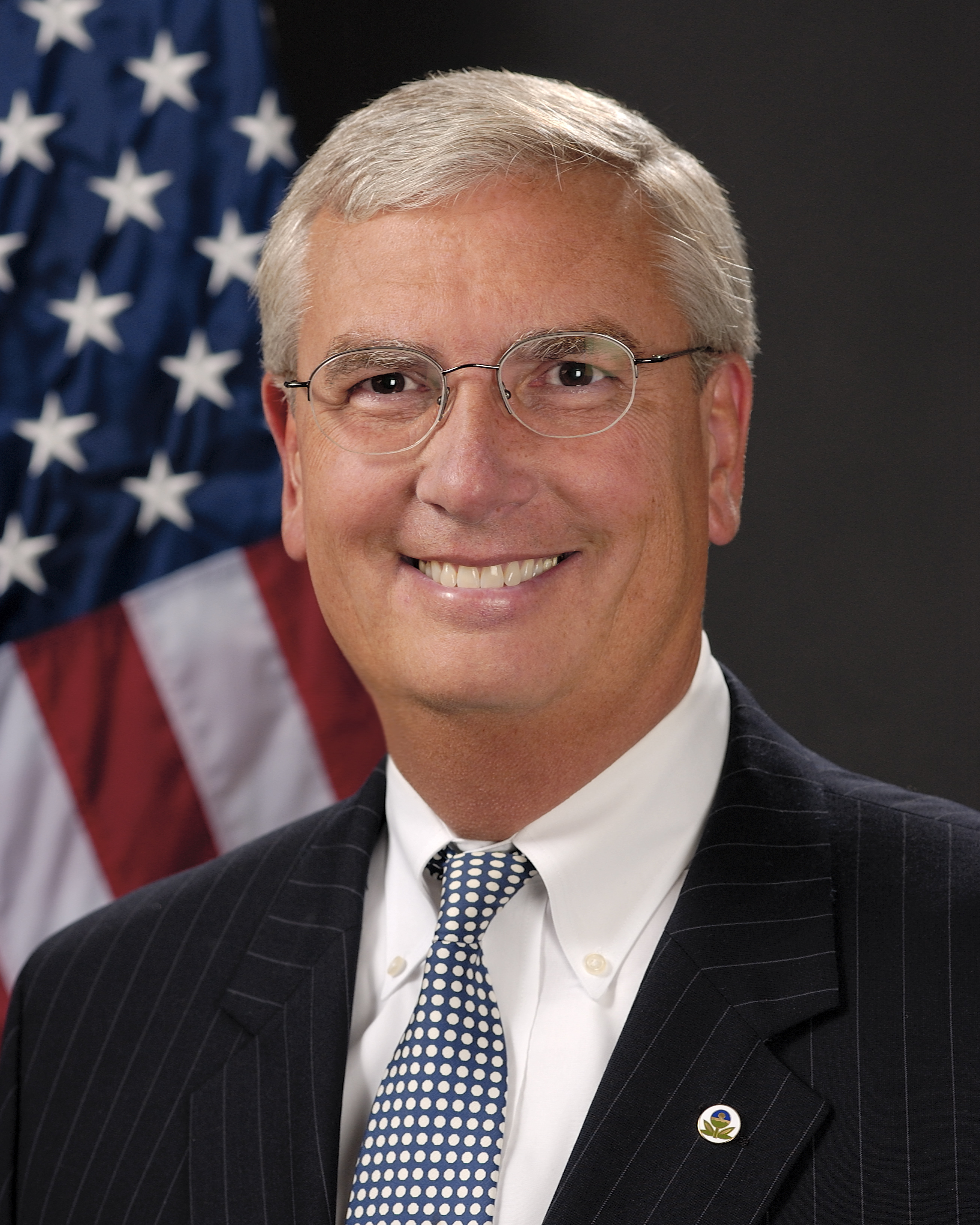
ستيفن ل. جونسون ، مدير سابق ، وكالة حماية البيئة

- نيلسون أبليتون مايلز ، القائد العام لجيش الولايات المتحدة
- توماس أتسيتي ، الرئيس الثالث لأمة نافاجو [22]
- أندرو بيل ، مغني / كاتب أغاني مشهور
- جوزيف برين ، عالم فيزيولوجي أمريكي وباحث في الصحة البيئية في كلية هارفارد تي إتش تشان للصحة العامة
- جايسون بيركي ، ممثل
- فرانك ج.كارفر ، أحد مترجمي الكتاب المقدس الأمريكي القياسي الجديد
- تشارلز دبليو كلارك ، مغني الباريتون الشهير
- بايج كننغهام ، الرئيس الفخري في جامعة تايلور ، ومدير مركز أخلاقيات البيولوجيا بجامعة ترينيتي الدولية
- رالف إدوارد دودج ، أسقف الكنيسة الميثودية
- تيد إنجستروم ، الرئيس السابق لمنظمة الرؤية العالمية الدولية
- ريك فلوريان ، فنان تسجيل
- دان جوردون ، رئيس Gordon Food Service [23]
- جون جروس ، المدير الفني لفريق كرة السلة للرجال أكرون زيبس
- يوجين هابكر ، الرئيس الفخري لجامعة تايلور والرئيس السابق لجمعية الكتاب المقدس الأمريكية
- لويل هينز ، محامي ، الرئيس الفخري لجامعة تايلور
- كريس هولتمان ، المدير الفني لفريق كرة السلة للرجال في ولاية أوهايو بوكيز
- جوليان جونسون ، فنانة
- ستيفن ل. جونسون ، مدير سابق ، وكالة حماية البيئة [24]
- جاي كيسلر ، الرئيس الفخري لجامعة تايلور ، والرئيس السابق لمنظمة الشباب من أجل المسيح
- ستيفن لونج ، عالم اللاهوت الميثودي وأستاذ الأخلاق في جامعة Southern Methodist
- فيل ماديرا ، مؤلف الأغاني وفنان التسجيل الحائز على جوائز وعضو في فرقة Emmylou Harris . [25]
- Rolland D. McCune ، عالم لاهوت أمريكي وأستاذ اللاهوت النظامي في مدرسة ديترويت المعمدانية اللاهوتية
- جيف ماير ، مساعد مدرب فريق ميشيغان ولفرينز

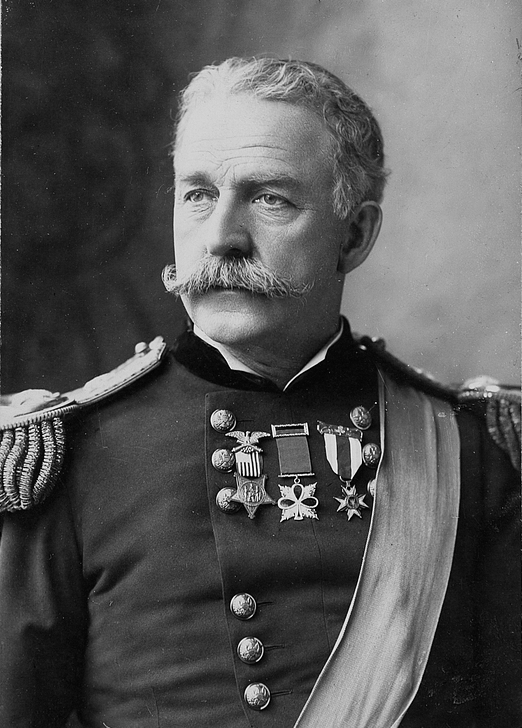
نيلسون أبليتون مايلز ، القائد العام لجيش الولايات المتحدة

- تيريزا ميريديث ، الرئيسة السابقة لجمعية المعلمين بولاية إنديانا [26]
- جون مولينو ، مؤسس ورئيس Tiny Hands International
- جيف مور ، فنان موسيقي مسيحي معاصر ، كاتب أغاني
- صموئيل موريس ، 1872–1893 (أمير غرب إفريقيا سابقًا) [27]
- ديفيد نيكسون ، مخرج ومنتج سينمائي
- هارولد أوكنجا ، قس ومعلم ورئيس مؤسس للجمعية الوطنية للإنجيليين
- باريس ريدهيد ، مبشر مسيحي ومعلم وكاتب وداعية للتنمية الاقتصادية في الدول الفقيرة [28]
- تشارلز ويسلي شيلينغ ، رائد في مجال الطب تحت سطح البحر والضغط العالي والبحث والتعليم [29]
- جويل سونينبيرج ، متحدث مسيحي تحفيزي
- وليام فينارد ، مدرس الصوت ومغني الأوبرا
- تيم والبيرج ، الممثل الأمريكي لمنطقة الكونجرس السابعة في ميشيغان
- جاكي والورسكي ، ممثل الولايات المتحدة عن المنطقة الثانية في إنديانا منذ 2013 ، وممثل ولاية إنديانا الجمهوري السابق لمنطقة 21 [30]
- روبرت ولجيموث ، مؤلف ، رئيس سابق لجمعية الناشرين الإنجيليين المسيحيين

## قائمة رؤساء الجامعات
- ثاديوس ريد ، ١٨٩١-١٠٢
- تشارلز دبليو وينشستر ، 1904–1907
- مونرو فايهينغر ، 1908-1921
- جيمس إم تايلور ، 1921-1922
- جون إتش بول ، ١٩٢٢-١٩٣١
- روبرت إل ستيوارت ، 1931-1945
- كلايد دبليو ميريديث ، 1945-1951
- إيفان إتش بيرجوال ، 1951-1959
- جوزيف مارتن ، 1960-1965
- ميلو أ. ريديجر ، 1965-1975 ؛ 1979-1981
- روبرت سي بابتيستا ، 1975-1979
- جريج ليمان ، 1981-1985
- جاي كيسلر ، 1985-2000
- ديفيد جيرسون ، 2000-2005
- يوجين هابكر ، 2005-2016
- لويل هينز ، 2016-2019
- بيج كومستوك كننغهام ، 2019-2021
- مايكل ليندسي ، 2021 حتى الآن

## روابط خارجية
- Official athletics website